# Zielwino
Zielwino (ros. Зельвино) – osiedle w Rosji, w obwodzie amurskim, w okręgu miejskim Rajczichinska. W 2021 liczyło 804 mieszkańców.